# Grand Russe
Le grand russe est une race de lapin domestique issue de la sélection du lapin russe pour augmenter sa taille. Il est inscrit à la liste des animaux concernés par le conservatoire des races normandes et du Maine.

## Origine
Le grand russe est né au début du XXe siècle des efforts de sélection de Mme Jeanne Lemarie pour obtenir des lapins russes de grande taille. Le russe est en effet un des plus petits lapins existant, et se caractérise par sa fourrure très épaisse et très brillante. Sa chair est par ailleurs réputée pour son goût. Pour toutes ces raisons, il semble très intéressant d’obtenir des lapins russes de grande taille. C’est dans cette optique que Mme Lemarie commence ses essais dès 1908, avec peu de résultats probants au début, mais plus de réussite après avoir persévéré plusieurs années. Elle obtient en effet des lapins pesant environ 4 kg, uniquement issus de reproducteurs russes purs.

## Description
Le grand russe est un lapin de taille moyenne qui pèse entre 3,5 et 5 kg. Il a un corps arrondi avec une musculature puissante et compacte, une ligne dorsale peu arquée et une poitrine profonde. Sa tête, assez forte chez le mâle, et légèrement busquée. Elle porte deux oreilles droites et étroites de 11 à 13,5 cm. Un léger fanon est toléré chez la femelle. La fourrure est dense, très serrée, souple et assez courte. Elle est blanche, à l’exception des extrémités qui sont foncées.

## Aptitudes
Le grand russe a conservé la plupart des qualités du russe. Sa chair est goûteuse, sa fourrure très épaisse et de bonne qualité et il a une croissance très rapide.